# نشریه آراود
نشریهٔ آراوُد (به فارسی: صبحگاه) نشریه‌ای است به زبان ارمنی که از سال ۱۹۰۴ و در تبریز منتشر می‌شد.